# Nintendo Switch Lite
Pour un article plus général, voir Nintendo Switch.
La Nintendo Switch Lite (ニンテンドースイッチ ライト, Nintendō Suitchi Raito) est une console portable de huitième génération produite par Nintendo depuis 2019. Dérivée de la Nintendo Switch, elle remplace la Nintendo 3DS dont la production a été arrêtée un an plus tard, et étant exclusivement dédiée au jeu portable. 
Annoncée officiellement le 10 juillet 2019 au travers d'une vidéo présentée par Yoshiaki Koizumi, le producteur général de la Nintendo Switch, elle est commercialisée depuis le 20 septembre 2019.

## Développement
Le 4 octobre 2018, le Wall Street Journal publie un article sur son site internet stipulant que Nintendo prévoit de sortir un nouveau modèle de Nintendo Switch lors de l'été 2019. Cette nouvelle console serait alors un moyen de maintenir le dynamisme des ventes de la société ,.
Le 31 janvier 2019, à la suite de la publication des résultats financiers de Nintendo, Nikkei annonce dans un rapport que Nintendo pourrait sortir une version « lite » de la Nintendo Switch en 2019, cette dernière coûtant moins chère due à un retrait de certaines fonctionnalités. Cette console serait tournée vers l'utilisation en mode portable ,.
Le 25 mars 2019, le Wall Street Journal publie un nouvel article apportant de nouvelles informations sur les projets de Nintendo. Selon des sources familières, toujours dans l'optique de maintenir les ventes de la Nintendo Switch, la société prévoit de sortir à l'été 2019 deux nouveaux modèles : un ayant des caractéristiques améliorées et un autre qui serait tourné vers le mode portable, avec moins de fonctionnalités ,.
Le 25 avril 2019, à l'occasion de la présentation des résultats annuels de Nintendo, Shuntaro Furukawa, actuel président de Nintendo, annonce à un investisseur qu'aucune nouvelle console ne sera présentée lors de l'E3 2019, même si la société travaille en interne sur de nouvelles consoles .
Par la suite, plusieurs fuites de revendeurs ou de fabricants montrent des accessoires pour une nouvelle version de la Switch, augmentant alors les rumeurs au sujet de cette dernière ,. Ainsi, le 27 juin 2019, lors de l'assemblée générale des actionnaires de Nintendo , questionné sur ces rumeurs, Shuntaro Furukawa ne dément pas l'information mais annonce s'abstenir d'en parler pour conserver un effet de surprise.
Le 10 juillet 2019, Nintendo partage sur l'ensemble de ses réseaux sociaux une vidéo donnant un premier aperçu d'une nouvelle console, la Nintendo Switch Lite. Yoshiaki Koizumi, le producteur général de la Nintendo Switch, annonce que cette nouvelle console sera exclusivement dédiée à l'expérience de jeu portable. Par conséquent, elle ne peut pas être connectée à un téléviseur et les Joy-Con sont directement intégrés au corps de la console, ne pouvant alors pas être retirés. Elle est sortie le 20 septembre 2019 et elle est disponible en trois coloris différents : jaune, gris et turquoise . Une édition spéciale Zacian et Zamazenta est commercialisée le 8 novembre 2019 pour promouvoir le jeu Pokémon Épée et Bouclier. Elle aura également la couleur corail qui sortira le 20 mars 2020 pour accompagner la sortie d'Animal Crossing: New Horizons au Japon, le 3 avril 2020 en Amérique du Nord et le 24 avril 2020 en Europe. Une couleur bleue (ne pas confondre avec turquoise) est sortie avec la réédition de Miitopia le 7 mai en Europe.

## Matériel

### Console

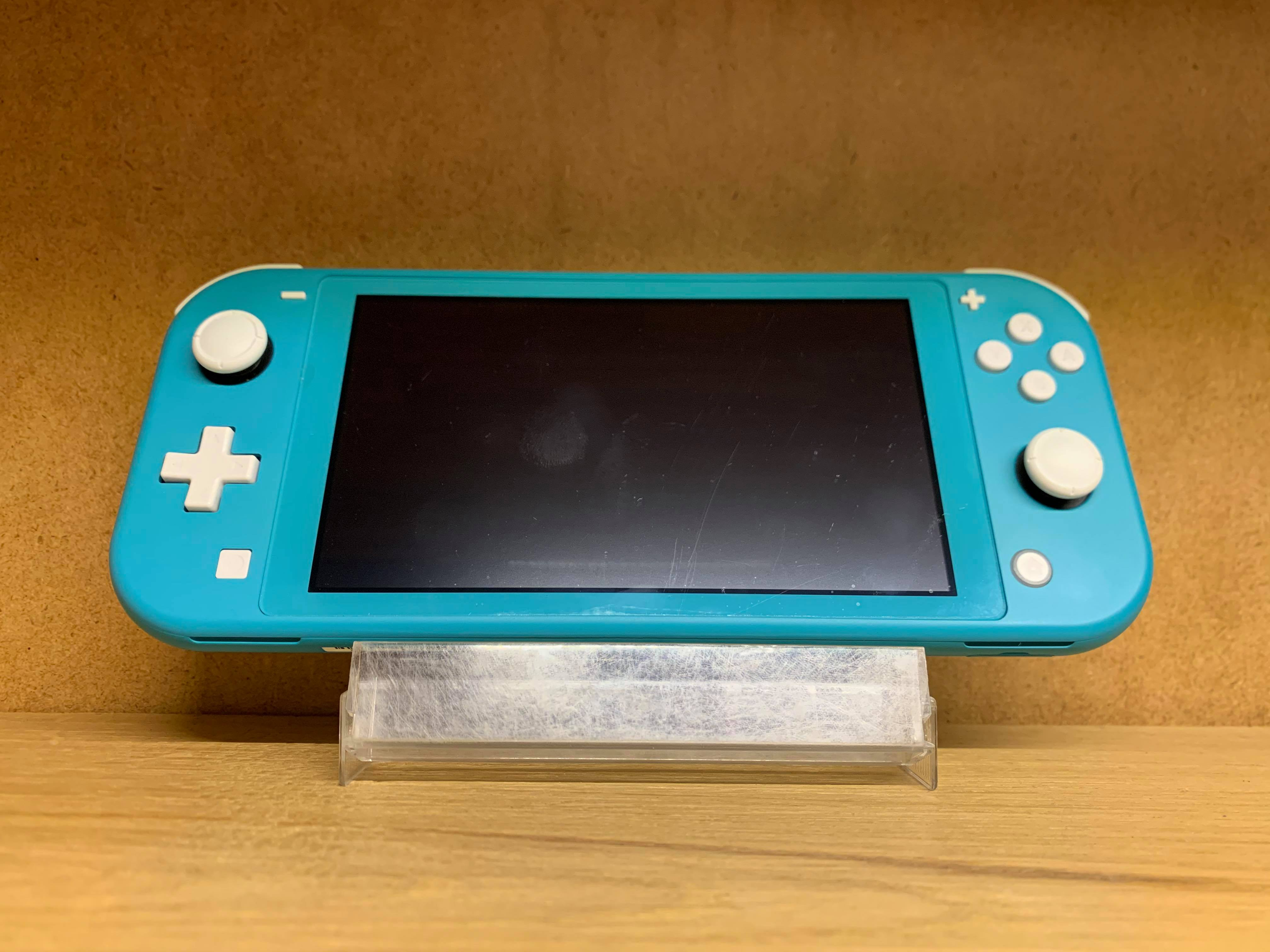
Nintendo Switch Lite bleu turquoise.

La Nintendo Switch Lite est, au contraire de la Nintendo Switch, exclusivement dédiée à l'expérience de jeu portable. Dans cette mesure, elle est plus compacte et plus légère que la Switch et dispose de commandes intégrées. 
D'un point de vue esthétique, la Switch Lite est donc plus petite que la Switch, avec un écran de 5,5 pouces(13,97 cm). Les quatre boutons de gauche sont remplacés par une croix directionnelle, plus pratique pour les jeux en 2D. La ventilation de la console se fait par deux bouches situées à l'arrière, et par une bouche située sur le dessus de la console. Trois couleurs sont proposées au lancement : noir, jaune, bleu turquoise. La couleur corail sera présentée plus tard, à l'occasion de la sortie du jeu Animal Crossing: New Horizons. 
D'un point de vue technique, la Switch Lite est dépourvue du mode téléviseur, c'est-à-dire qu'elle ne dispose pas du hardware nécessaire pour envoyer un signal vidéo par le port USB-C. La console est donc vendue uniquement avec son chargeur secteur, et donc sans dock et Joy-Cons. Certaines fonctionnalités ne seront donc pas disponibles sur la Switch Lite en utilisation seule : les vibrations HD, la caméra infrarouge et les commandes par mouvements. Des manettes (dont les Joy-Con) peuvent cependant être utilisés sur la console.
La console possède une capacité de stockage de 32 Go, extensible par carte SD.  Deux haut-parleurs stéréo équipent la console, ainsi qu'une prise jack. 

### Caractéristiques techniques
Note : cette fiche est hautement spéculative vu que la Nintendo Switch Lite possède un Tegra personnalisé.
- Processeur : NVIDIA Tegra personnalisé ;
- Écran tactile intégré : 5,5 pouces(13,97 cm) LCD de résolution 1280×720 pixels ;
- Haut-parleur intégré : stéréo ;
- Stockage interne : 32 Go (dont 6,2 Go de mémoire interne dédié au logiciel système) ;
- Emplacement pour carte microSD : microSD, microSDHC et microSDXC ;
- Emplacement pour cartouche de jeu : exclusivement pour les cartes de jeu Nintendo Switch ;
- Connecteur supplémentaire : USB Type-C pour la charge de la console ;
- Prise audio 3,5 mm : format jack TRS pour un son stéréo en sortie ;
- Réseau intégré : Wi-Fi (compatible IEEE 802.11 a/b/g/n/ac), Bluetooth 4.1 et NFC ;
- Capteurs : accéléromètre et gyroscope ;
- Plage d'utilisation : température de 5 à 35 °C et humidité de 20 à 80 % ;
- Dimensions : largeur 20,8 cm, épaisseur 1,39 cm, profondeur 9,11 cm, poids 275 g ;
- Batterie : lithium-ion de 3 570 mAh ;
- Autonomie : environ entre 3 et 7 h selon la puissance requise par le jeu.

### Comparaison avec la Nintendo Switch
La Nintendo Switch Lite étant exclusivement dédiée à l'expérience de jeu portable, elle possède de nombreuses différences avec la Nintendo Switch afin de la rendre moins onéreuse et plus facile à transporter :
- Elle est uniquement compatible en mode portable (elle ne fonctionne ni en mode téléviseur, ni en mode sur table) ;
- Elle ne dispose pas des fonctions de vibrations HD ainsi que de caméra infrarouge à détecteur de mouvements ;
- Les boutons directionnels de la manette gauche ont été remplacés par une croix directionnelle ;
- La console est plus petite et plus légère que la Switch ;
- L'écran tactile est plus petit ;
- La batterie est moins puissante mais permet une meilleure autonomie que le modèle originel de Switch (modèle HAC-001).

| Tableau de comparaison des différents modèles de Nintendo Switch. | Tableau de comparaison des différents modèles de Nintendo Switch. | Tableau de comparaison des différents modèles de Nintendo Switch. |
|                                                                   | Nintendo Switch | Nintendo Switch Lite |
| ----------------------------------------------------------------- | --- | --- |
| Logo                                                              | | |
| Représentation                                                    | | |
| Date de sortie                                                    | INT : 3 mars 2017 KOR : 1er décembre 2017 CHN : 10 décembre 2019 BRA : 18 septembre 2020 | INT : 20 septembre 2019 |
| Couleurs (standard)                                               | Gris Bleu néon et rouge néon | Gris Jaune Turquoise |
| Écran                                                             | Écran tactile capacitif IPS LCD de 6,2 pouces(15,75 cm) en 720p | Écran tactile capacitif IPS LCD de 5,5 pouces(13,97 cm) en 720p |
| Contrôles                                                         | Joy-con gauche : boutons directionnels (qui remplacent la croix directionnelle traditionnelle pour permettre d'utiliser les boutons comme boutons d'action en mode TV ou sur table), stick analogique, raccourci pour effectuer une capture d'écran, bouton -, boutons de tranche L et ZL, boutons de tranche SL et SR (pour utiliser le joy-con en mode TV ou sur table) | Droite : boutons A, B, X, Y, stick analogique, bouton HOME (pour retourner au menu de la console), bouton + Tranche : boutons L, R, ZL, ZR Gauche : croix directionnelle, stick analogique, raccourci pour effectuer une capture d'écran, bouton - Autres : Bouton POWER et boutons de volume |
| Contrôles                                                         | Joy-con droit : boutons A, B, X, Y, stick analogique, bouton HOME (pour retourner au menu de la console), bouton +, boutons de tranche R et ZR, boutons de tranche SL et SR (pour utiliser le joy-con en mode TV ou sur table) | Droite : boutons A, B, X, Y, stick analogique, bouton HOME (pour retourner au menu de la console), bouton + Tranche : boutons L, R, ZL, ZR Gauche : croix directionnelle, stick analogique, raccourci pour effectuer une capture d'écran, bouton - Autres : Bouton POWER et boutons de volume |
| Contrôles                                                         | Sur la console en elle-même : Bouton POWER (gestion de l'alimentation et boutons de volume | Droite : boutons A, B, X, Y, stick analogique, bouton HOME (pour retourner au menu de la console), bouton + Tranche : boutons L, R, ZL, ZR Gauche : croix directionnelle, stick analogique, raccourci pour effectuer une capture d'écran, bouton - Autres : Bouton POWER et boutons de volume |
| Capteurs                                                          | Accéléromètre, gyroscope et capteur de luminosité | Accéléromètre, gyroscope |
| Communication sans fil                                            | Wi-Fi (compatible IEEE 802.11 a/b/g/n/ac) et Bluetooth 4.1 et NFC | Wi-Fi (compatible IEEE 802.11 a/b/g/n/ac) et Bluetooth 4.1 et NFC |
| Processeur                                                        | Quadricœur ARM Cortex-A57 (basé sur l'architecture ARMv8 64-bit), 1 020 MHz max, avec un cache L2 de 2 Mo, couplé avec un ARM Cortex-A53 | Quadricœur ARM Cortex-A57 (basé sur l'architecture ARMv8 64-bit), 1 020 MHz max, avec un cache L2 de 2 Mo, couplé avec un ARM Cortex-A53 |
| Processeur graphique                                              | 256 cœurs CUDA (basé sur l'architecture Maxwell) avec une texture de 16 pixels/cycle et un fillrate de 14,4 pixels/cycle : 768 MHz en mode dock et 393 Gflops en FP32 384 MHz ou 307,2 MHz en mode portable/sur table et 196 Gflops ou 157 Gflops en FP32 | 256 cœurs CUDA (basé sur l'architecture Maxwell) avec une texture de 16 pixels/cycle et un fillrate de 14,4 pixels/cycle : 768 MHz en mode dock et 393 Gflops en FP32 384 MHz ou 307,2 MHz en mode portable/sur table et 196 Gflops ou 157 Gflops en FP32                                     |
| Mémoire vive                                                      | 4 Go de LPDDR4 à 1 600 MHz, bande passante de 25,6 Go/s | 4 Go de LPDDR4 à 1 600 MHz, bande passante de 25,6 Go/s |
| Stockage                                                          | Mémoire de type eMMC de 32 Go | Mémoire de type eMMC de 32 Go |
| Sortie vidéo                                                      | Branchement : HDMi compatible Full HD (1080p et 60 images par seconde) | Non compatible |
| Sortie audio                                                      | Sortie linéaire PCM à 5.1 canaux | Non compatible |
| Haut-parleurs                                                     | Stéréo | Stéréo |
| Connectique                                                       | Port USB Type-C pour la recharge et le dockage (indisponible sur le modèle Lite) Prise audio au format jack TRS offrant un son stéréo en sortie | Port USB Type-C pour la recharge et le dockage (indisponible sur le modèle Lite) Prise audio au format jack TRS offrant un son stéréo en sortie |
| Port pour cartes de jeu                                           | Exclusivement pour les cartes de jeu Nintendo Switch | Exclusivement pour les cartes de jeu Nintendo Switch |
| Port carte microSD                                                | Cartes microSD, microSDHC et microSDXC jusqu'à 2 To | Cartes microSD, microSDHC et microSDXC jusqu'à 2 To |
| Conditions d'utilisation                                          | Température : 5 à 35 °C Humidité : 20 à 80 % | Température : 5 à 35 °C Humidité : 20 à 80 % |
| Batterie                                                          | Batterie lithium-ion de 4 310 mAh | Batterie lithium-ion de 3 570 mAh |
| Autonomie                                                         | Entre 2,5 et 6,5 h selon la puissance requise par le jeu (modèle HAC-001 de 2017)Entre 4,5 et 9 h selon la puissance requise par le jeu (modèle HAC-001-01 de 2019) | Entre 3 et 7 h selon la puissance requise par le jeu |
| Temps de charge                                                   | Environ 3 heures | Environ 3 heures |
| Dimensions                                                        | 102 × 239 × 13,9 mm | 91,1 × 208 × 13,9 mm |
| Masse                                                             | 398 g | 275 g |
| Jeu le plus vendu (au 31 mars 2022)                               | Mario Kart 8 Deluxe (45,33 millions) | Mario Kart 8 Deluxe (45,33 millions) |
| Ventes (au 31 mars 2022)                                          | INT : 83,45 millions | INT : 18,4 millions |
| En production                                                     | Oui | Oui |

Note : D'autres coloris sont disponibles, voir ici pour plus d'informations.

## Services et logiciels

### Logiciel système, services en ligne et contrôle parental
La Nintendo Switch Lite propose les mêmes services que la Nintendo Switch :
- Le menu HOME de la console dispose des mêmes fonctionnalités que celui de la Nintendo Switch, à savoir du menu des nouvelles, du Nintendo eShop ainsi que de l'album photo dans lequel peuvent être stockées des photos et vidéos prises grâce à un bouton sur la console. Le logiciel système est identique sur les deux consoles ;
- Le Nintendo Switch Online propose les mêmes fonctionnalités sur les deux consoles, avec la possibilité de jouer jusqu'à huit joueurs sur la Nintendo Switch Lite, que ce soit en mode multijoueur local ou en mode multijoueur en ligne. Par ailleurs, Nintendo Switch et Nintendo Switch Lite peuvent se synchroniser ensemble ;
- Le contrôle parental et l'application dédiée sont présents sur la Nintendo Switch Lite.

### Jeux
La Nintendo Switch Lite est compatible avec l'ensemble des jeux de la Nintendo Switch qui sont eux-mêmes compatibles avec le mode portable. Néanmoins, certains jeux tels que 1-2-Switch et Super Mario Party utilisent les vibrations HD, la caméra infrarouge ou encore les commandes par mouvements intégrées dans le Joy-Con droit de la Nintendo Switch et ne sont par conséquent pas compatibles avec la Nintendo Switch Lite. Ils peuvent malgré tout être joués sur la console grâce des manettes Joy-Con vendues séparément.

## Accueil

### Ventes
| Date              | Japon | Amériques | Europe | Autres | Total             | Total                   |
| Date              | Japon | Amériques | Europe | Autres | Switch Lite seule | Famille Switch complète |
| ----------------- | ----- | --------- | ------ | ------ | ----------------- | ----------------------- |
| 30 septembre 2019 | 0,39  | 0,80      | 0,54   | 0,22   | 1,95              | 41,67                   |
| 31 décembre 2019  | 1,36  | 2,09      | 1,28   | 0,46   | 5,19              | 52,48                   |
| 31 mars 2020      | 2,00  | 2,33      | 1,34   | 0,53   | 6,19              | 55,77                   |
| 30 juin 2020      | 2,36  | 3,61      | 2,13   | 0,72   | 8,82              | 61,44                   |
| 30 septembre 2020 | 2,80  | 4,20      | 2,48   | 0,88   | 10,36             | 68,30                   |
| 31 décembre 2020  | 3,42  | 5,78      | 3,36   | 0,97   | 13,53             | 79,87                   |
| 31 mars 2021      | 3,81  | 6,41      | 3,47   | 1,01   | 14,70             | 84,59                   |
| 30 juin 2021      | 4,15  | 6,90      | 3,73   | 1,06   | 15,84             | 89,04                   |
| 30 septembre 2021 | 4,26  | 7,30      | 3,86   | 1,10   | 16,53             | 92,87                   |
| 31 décembre 2021  | 4,72  | 7,74      | 4,21   | 1,19   | 17,87             | 103,54                  |
| 31 mars 2022      | 4,84  | 8,01      | 4,33   | 1,23   | 18,40             | 107,65                  |
| 31 mars 2023      | 5,41  | 9,42      | 4,82   | 1,36   | 21,02             | 125,62                  |